# ميتشيل خواكيم
ميتشيل خواكيم (بالإنجليزية: Mitchell Joachim) هو مهندس معماري أمريكي، ولد في 3 فبراير 1972 في نيوجيرسي في الولايات المتحدة.